# I racconti della camera rossa
I racconti della camera rossa è un film del 1993 diretto da Robert Yip (alias Joe D'Amato).

## Trama
La proprietaria di una casa da tè cinese offre ospitalità a un misterioso viandante: in cambio l'uomo accetta di raccontare aneddoti erotici stuzzicanti per riscaldare l'atmosfera tra gli ospiti. Narra così le disavventure d'un giovane, che fa di tutto pur di conquistare una donna già sposata, per scoprire alla fine che in realtà la bella è un uomo travestito. Prosegue descrivendo le acrobazie erotiche tra la moglie e un servo, cui è costretto ad assistere un ricco commerciante colpevole di avere scambiato i filtri d'amore. Le storie si susseguono sempre più piccanti e l'atmosfera nella casa di piacere si fa finalmente calda.